# Eumel (pintor)
Eumel (en llatí Eumelus, en grec antic Εὔμηλος) va ser un pintor grec molt alabat per la bellesa de les seves obres. Hi havia d'ell un quadre d'Helena al Fòrum Romà. Probablement va viure als voltants de l'any 190, segons diu Filòstrat d'Atenes. Un Eumel pintor, que s'ha confós amb aquest, va ser el mestre d'Aristodem de Cària, a una escola que va freqüentar Filòstrat de Colonos, però cronològicament no era el mateix.